# Furmeyer
Furmeyer é uma comuna francesa na região administrativa da Provença-Alpes-Costa Azul, no departamento de Altos-Alpes. Estende-se por uma área de 14,27 km². Em 2010 a comuna tinha 181 habitantes (densidade: 12,7 hab./km²).